# وسائل التواصل الاجتماعي والتواصل السياسي في الولايات المتحدة الأمريكية
غير ظهور وسائل التواصل الاجتماعي طريقة عمل التواصل الاجتماعي في الولايات المتحدة الأمريكية. تستخدم المؤسسات السياسية كلها، كالسياسيين والأحزاب السياسية والمؤسسات والمعاهد ومجمعات التفكير، منصات وسائل التواصل الاجتماعي كفيسبوك وتويتر للتواصل مع الناخبين والتفاعل معهم. الأفراد العاديون، والسياسيون، و«المثقفون»، والمفكرون على حدٍّ سواء قادرون على التعبير عن آرائهم، والانخراط في شبكة واسعة، والتواصل مع الأفراد المشابهين لهم في التفكير. تتزايد أهمية المشاركة الفعالة لمستخدمي وسائل التواصل الاجتماعي كعنصر من عناصر التواصل الاجتماعي، وخاصةً في الانتخابات السياسية في العقد الأول من الألفية الثالثة. بين عامي 2010 و2014، كان هناك ازدياد بمقدار 15% في عدد الأمريكيين الذين يستخدمون هواتفهم النقالة لتتبع الحملات السياسية و/أو تغطية الحملات ويستمر هذا العدد في النمو اليوم.
وسائل التواصل الاجتماعي تغير طبيعة التواصل السياسي لأنها أدوات يمكن استخدامها لتوعية وحشد المستخدمين بطرق جديدة. يمكن للمستخدمين التواصل مباشرةً مع السياسيين ومديري الحملات والمشاركة في النشاطات السياسية بطرق جديدة. كل منصة تواصل اجتماعي مبرمجة من قبل متطورين، ما يخلق بنية رقمية فريدة تؤثر على كيفية استخدام المنصة من قبل السياسيين والمواطنين لأهداف سياسية. فمثلًا، بمجرد الضغط على «زر الإعجاب» على فيسبوك أو متابعة شخص ما على تويتر يكون للمستخدمين القدرة على التواصل مع الآخرين والتعبير عن آرائهم بطرق جديدة. فتح وجود خيارات للمستخدمين كالمشاركة، أو الإعجاب، أو إعادة تغريد الرسائل السياسية مباشرةً، مجالًا جديدًا للسياسيين للتواصل مع الناخبين. بنفس الوقت، يمكن أن تنطوي حملات التواصل الاجتماعي على مخاطر غير موجودة على المنصات التقليدية، كالتلفزيون أو إعلانات الجرائد، في حملات التواصل الاجتماعي يمكن للنقاد وداعمي الحزب المعارض وضع تعليقات سلبية فورًا تحت رسالة الحملة.
يمتلك السياسيون منصةً للتواصل مختلفة عن وسائل الإعلام الرئيسية. لدى السياسيين القدرة على جمع كميات كبيرة من الأموال في فترات قصيرة نسبيًّا من الزمن عن طريق حملات التواصل الاجتماعي. واحد من أصل خمسة من المستخدمين البالغين لتويتر في الولايات المتحدة الأمريكية يتابعون حساب الرئيس الأمريكي دونالد ترامب على تويتر. في حين يتابع 26% من حسابات البالغين على تويتر الرئيس أوباما. في عام 2012 جمع الرئيس أوباما أكثر من مليار دولار لحملته الانتخابية، الرقم الذي حطم الأرقام القياسية لجمع التبرعات. جٌمع مبلغ نحو 690 مليون دولار عن طريق التبرعات عبر النت بما فيها وسائل التواصل الاجتماعي، والإيميل، والتبرعات على الموقع، وجمع مبلغ من المال من المتبرعين بمبالغ صغيرة أكبر من أي وقت مضى.

## تأثيرها على الانتخابات

### في البدايات
يعزى إلى المنتمي للحزب الديمقراطي هاورد دين كونه أول سياسي يستخدم الإنترنت لغايات سياسية. شغل دين منصب حاكم فيرمونت من عام 1991 إلى 2003 وقرر الترشح للرئاسة في انتخابات عام 2004. ينسب إلى دين تنظيم أول موقع لحملة انتخابية، يؤدي دور مقر افتراضي لجمع التبرعات وتنسيب المتطوعين. كان لموقع دين عدد من مؤشرات النجاح على الإنترنت من بينها عدد النقرات على الصفحة الرئيسية، سجلات الويب، عدد التسجيلات في الحملة، الحفلات واللقاءات المنزلية. استضاف مناصرو دين حفلات منزلية ودعوا إليها أفرادًا ليعلموهم عن حملة دين الانتخابية. شجع دين أيضًا على استخدام موقع ميتأب (بالإنجليزية Meetup) لحملته الناشئة في الانتخابات الرئاسية في عام 2002، جاعلًا من السهل على الناس «المتشاركين في الاهتمام بإيجاد بعضهم البعض والترتيب للالتقاء وجهًا لوجه». كان الأفراد يحضرون لقاءات وجهًا لوجه ليتعلموا المزيد عن هذه الحملة. وصل عدد الأشخاص الذين ذهبوا إلى أماكن لقاءات دين في 600 موقع على امتداد البلد في النهاية إلى نحو 143,000 شخص. حضر نحو 75,000 شخص هذه اللقاءات وأكثر من 96% من المجيبين عن الاستبيانات أقروا بأنهم يتمنون الانخراط بشكل فعال في حملة دين الانتخابية. أدى الاشتراك في مجموعات محلية تلتقي وجهًا لوجه إلى «التأثير بشكل دراماتيكي على مدى تعمق المتطوعين في المشاركة في الحملة. كلما زاد عدد اللقاءات التي يحضرها الأشخاص كلما ازداد متوسط تبرعهم للحملة الانتخابية».
كسب دين انتخابات تمهيدية «رقمية» أقيمت على موقع MoveOn.org بنسبة 44% من الأصوات. نتج عن نجاحه في الانتخابات التمهيدية تغطية إعلامية إيجابية من قبل محطات الأخبار. كان هذا الانتصار المبكر مهمًّا لزخم الحملة. استطاعت حملة دين جمع كميات كبيرة من المال على شكل مساهمات صغيرة. في يناير 2004، كانت حملته قد جمعت 41 مليون دولار من الداعمين، ومعظمهم على الإنترنت. ساهم ما مجموعه 318,884 شخصًا في حملته الانتخابية، بينهم أكثر من 61% بمساهمات دون 200 دولارًا. أقل من 1% من الأفراد أعطوا 2000 دولارًا، الذي كان الحد الفدرالي المسموح به. كان سلوك دين في جمع التبرعات معاكسًا لخصومه السياسيين. جمع جورج بوش 130.8 مليون دولارًا في 2003، وكانت 68% من التبرعات له بالحد الأكبر المسموح بالتبرع به.

### الأصول السياسية لفيسبوك
فيسبوك مكان يمكن للناس فيه التفاعل بحرية مع بعضهم البعض. «هذا يعني، على سبيل المثال، أن الفرد على الفيسبوك يصنع محتوى وسائط متعددة كفيديو على المستوى الإدراكي»، ما يسمح بتفاعل الحشود بين مئات الأشخاص. هذا التفاعل الحر بين الناس على الفيسبوك سمح باستخدام وسائل التواصل الاجتماعي من قبل الشخصيات السياسية للمساعدة في الترويج لتصوراتهم عن المثل العليا. شغل صانع فيسبوك، مارك زكربيرغ، منصب منظم ميداني للسياسي المنتمي إلى الحزب الديمقراطي جون كيري في الانتخابات الرئاسية عام 2004. كان زكربيرغ مسؤولًا عن جهود حشد الجماهير للخروج والمشاركة في العملية الانتخابية. أُطلق فيسبوك في العام نفسه. تعتمد منصة فيسبوك على تشكيل المجموعات والتواصل المستمر، وكلاهما من أهداف أي حملة سياسية. غادر كريس هيوز، وهو عضو مؤسس ومطور في فيسبوك، الشركة للعمل مستشارًا للرئيس باراك أوباما. صمم هيوز أثناء عمله في فيسبوك صفحة شخصية على الفيسبوك لأوباما الذين كان حينها مرشحًا للرئاسة. عقب مغادرته، عمل هيوز على صفحة أوباما على الفيسبوك واستخدم معرفته بإدارة المحتوى والتطويرات الحديثة ليسبق المرشحين الآخرين فيما يخص حضورهم على الإنترنت. أنشأ هيوز موقع MyBarak0bama.com ذا التصميم والمبدأ المشابهين لفيسبوك. في انتخابات عام 2008 استخدم المرشحون فيسبوك. كان المستخدم الرئيسي خلال هذه الانتخابات الرئيس السابق أوباما. المستخدم الآخر ميت رومني استخدم كذلك فيسبوك لحملته الانتخابية، ولكن ليس بقدر استخدام أوباما للموقع. سُجل إنشاء أكثر من 1,000 مجموعة على الفيسبوك دعمًا لإحدى الجهتين. في السنوات الأخيرة، أصبحت الشخصيات السياسية تستخدم تويتر أكثر، ولكن فيسبوك يبقى منصة تواصل اجتماعي كثيرة الاستخدام.